# اچ‌ام‌اس هلند ۵
اچ‌ام‌اس هلند ۵ (به انگلیسی: HMS Holland 5) یک زیردریایی بود که طول آن ۶۳ فوت ۵ اینچ (۱۹٫۳۳ متر) بود. این زیردریایی در سال ۱۹۰۲ ساخته شد.